# Atak terrorystyczny w Nairobi
Atak terrorystyczny w Nairobi – zamach terrorystyczny rozpoczęty 21 września 2013 przez somalijskich islamistów z ugrupowania Asz-Szabab. Zamachowcy wdarli się do centrum handlowego Westgate Mall około południa czasu miejscowego, gdzie wzięli zakładników. Atak był odwetem za działania wojsk kenijskich w Somalii. Kryzys zakładników trwał do 24 września 2013, kiedy obiekt został odbity przez siły bezpieczeństwa. Zginęło łącznie 71 osób, a 175 zostało rannych.

## Tło
W październiku 2011 wojska kenijskie podjęły interwencję na południu Somalii opanowanej przez ekstremistów z Asz-Szabab. Przyczyną interwencji w Somalii było zagrożenie jakie islamiści stwarzali państwu kenijskiemu, dokonując w przeszłości kilku zbrojnych rajdów na jego terytorium, ataków na organizacje pomocowe i turystów.
Inwazja zakończyła się rozbiciem struktur rebeliantów na zajmowanych pozycjach i umocnieniem się rządu centralnego na południu Somalii. 2 czerwca 2012 wojska kenijskie wcielone zostały w skład międzynarodowych sił pokojowych AMISOM działających pod egidą Unii Afrykańskiej. Efektem operacji na ziemi somalijskiej były liczne odwetowe ataki z użyciem najczęściej granatników w miejscach publicznych w kenijskich miastach.
W przeszłości Asz-Szabab dokonywało zamachów na dużą skalę poza granicami Somalii. W lipcu 2010 dokonali zamachów bombowych w pubach w ugandyjskiej Kampali, gdzie transmitowano finał Mistrzostw Świata w piłce nożnej. Zginęły wówczas 74 osoby.

## Atak

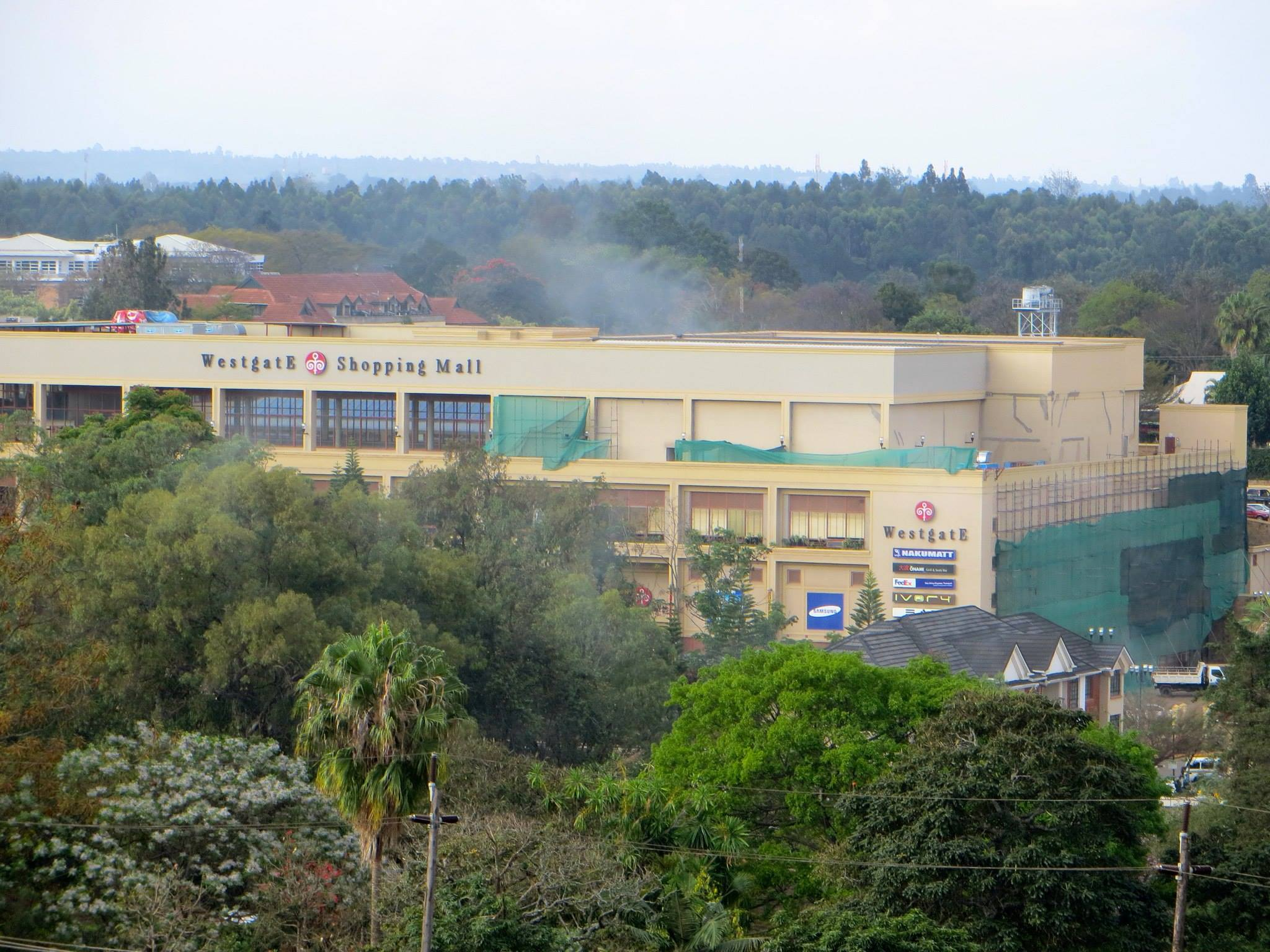
Dym wydobywający z Westgate Mall 23 września 2013

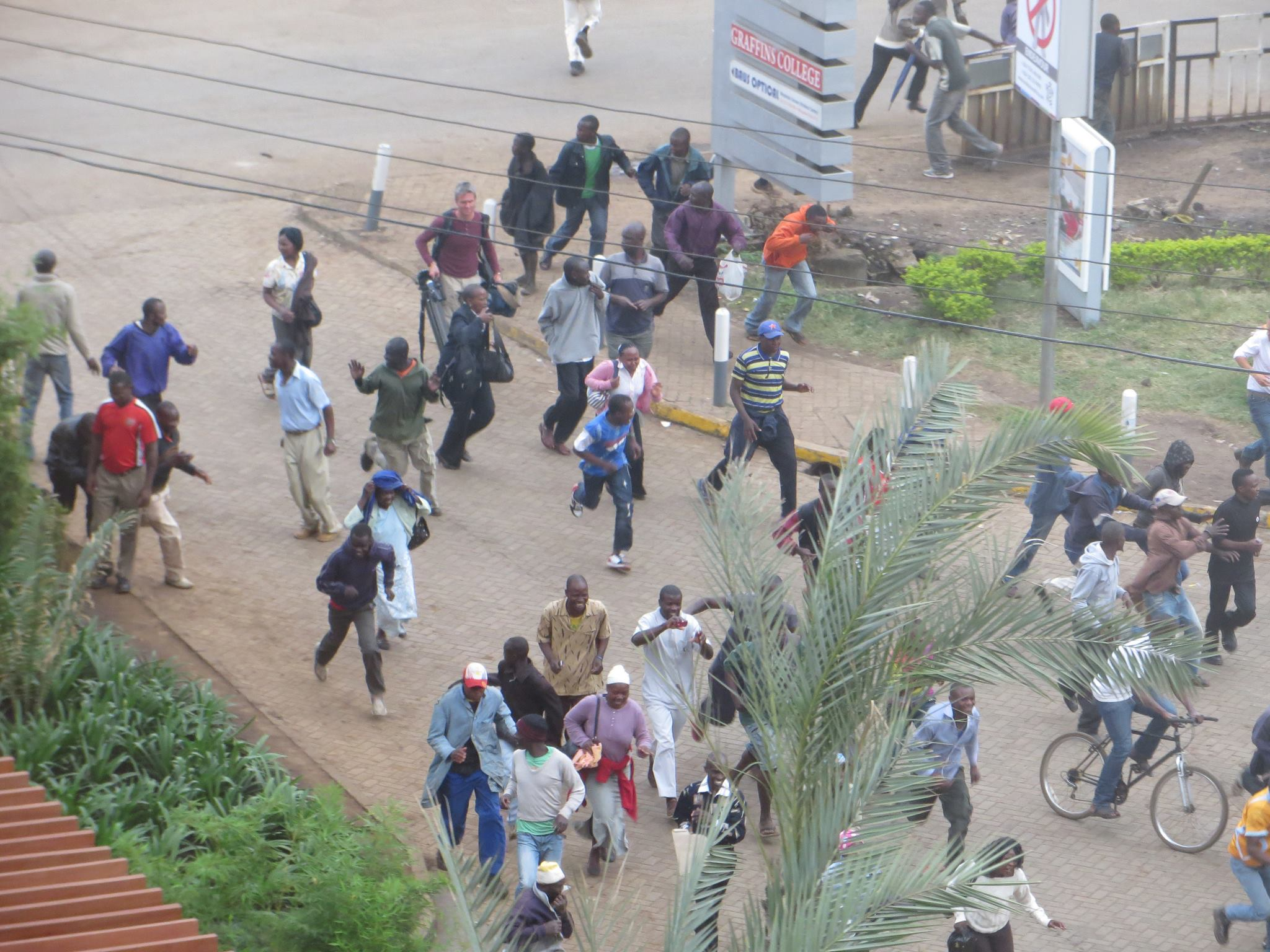
Uciekający cywile z centrum handlowego

21 września 2013 w południe zamaskowani napastnicy z ugrupowania Asz-Szabab, uzbrojeni w karabiny szturmowe zaatakowali centrum handlowe Westgate Mall w Nairobi. W czasie ataku w galerii znajdowało się bardzo dużo osób robiących zakupy. Agresorzy zrzucali w środku centrum handlowego granaty, co wywołało głośne eksplozje i kłęby dymu unoszącego się nad budynkiem. Terroryści brali zakładników i dokonywali egzekucji na osobach nie potrafiących posługiwać się językiem arabskim, z kolei muzułmanom pozwalano opuszczać centrum handlowe.
Po ataku budynek centrum handlowego został otoczony przez kordon policji i wojsko. Na ulicach stały wozy pancerne, które nie pozwalały terrorystom na wydostanie się z budynku pod osłoną ciemności. Początkowo siły bezpieczeństwa chciały negocjować z terrorystami, jednak ci odmówili. Wówczas kenijskie siły wspierane przez izraelskie jednostki podjęły akcję odbijania zakładników, choć izraelskie władze odmówiły potwierdzenia lub zaprzeczania, jakoby izraelskie siły miały działać w Nairobi. Dwa wojskowe śmigłowce zeszły nad budynek centrum handlowego, po czym rozpoczęto prowadzenie ognia. 30 godzin po rozpoczęciu ataku przez bojowników, antyterroryści opanowali górne piętra budynku.
Napastnicy tym samym zostali zmuszeni do zejścia na parter i do podziemi budynku. Uwolniono wówczas ok. 1000 osób. Łącznie w akcji terrorystycznej udział brało od czterech do sześciu terrorystów. Po ataku zidentyfikowano czterech z nich – Abu Bara as-Sudaniego, Omara Nabhana, Chataba al-Kenego oraz Umaira. Pierwszy z nich był dowódcą i pochodził z Sudanu. Nabhan to Kenijczyk pochodzenia arabskiego, który szkolił się w strukturach asz-Szabab, podobnie jak Somalijczyk Al-Kene. Wszyscy zginęli podczas akcji sił specjalnych. W trakcie szturmu na zajęty obiekt rannych zostało 11 żołnierzy. W wyniku ataku terrorystycznego na Westgate Mall zginęło łącznie co najmniej 61 cywilów, sześciu funkcjonariuszy bezpieczeństwa, a także wszyscy napastnicy. Ponadto 175 osób zostało rannych. Wśród ofiar oprócz 48 Kenijczyków, było także pięciu obywateli Wielkiej Brytanii, trzech Indii, dwóch Kanadyjczyków, dwóch Francuzów oraz po jednym obywatelu Chin, Peru, Trynidadu i Tobago, RPA, Ghany, Korei Południowej i Holandii.
W wyniku szturmu zawalił się dach, a także trzy na cztery kondygnacje centrum handlowego. Budynek został całkowicie wyzwolony 24 września 2013, po niemal 80 godzinach. Wówczas zabito wszystkich porywaczy i uwolniono zakładników. Po przechwyceniu centrum handlowego, do akcji przystąpili saperzy, którzy rozbroili je z ładunków wybuchowych pozostawionych przez terrorystów.

## Reakcje
Do ataku przyznała się radykalna somalijska organizacja Asz-Szabab, która oświadczyła, iż był to odwet za udział kenijskich wojsk w wojnie domowej w Somalii. Bojownicy wzorowali się na ataku terrorystycznym z Mumbaju z 2008, kiedy to rebelianci z ugrupowania Laszkar-i-Toiba, wspierani prawdopodobnie przez pakistański wywiad ISI, dokonali szturmu na hotele, gdzie brali i mordowali zakładników. Zginęło 166 osób, a 293 zostały ranne.
Po odbiciu zakładników z Westgate Mall przez siły bezpieczeństwa Asz-Szabab zażądało od Kenii wycofania wojsk z Somalii, grożąc kolejnymi atakami. Ponadto Asz-Szabab zarzuciło kenijskim siłom użycie pocisków z substancjami chemicznymi i celowe zawalenie dachu, by ukryć dowody ich użycia. Według dżihadystów podczas kryzysu zginęło 137 zakładników.
Prezydent Kenii Uhuru Kenyatta nazwał sprawców ataku „tchórzami”. Wezwał Kenijczyków do zachowania spokoju oraz ogłosił zaostrzenie środków bezpieczeństwa w kraju. Zapowiedział „szybkie i bolesne” ukarania sprawców ataku. Po zakończeniu oblężenia centrum handlowego, prezydent Kenii ogłosił trzydniową żałobę narodową.
Minister spraw zagranicznych Wielkiej Brytanii William Hague oświadczył, że zamach w Nairobi „został dokonany z zimną krwią, był tchórzliwy i brutalny”. Wydarzenia w stolicy potępił Biały Dom, nazywając atak „nikczemnym”. Z kolei Organizacja Narodów Zjednoczonych wyraziło „solidarność z narodem i rządem Kenii w tych trudnych godzinach”.

## Ofiary zamachu
| Kraj              | Liczba ofiar |
| ----------------- | ------------ |
| Kenia             | 48           |
| Wielka Brytania   | 5            |
| Indie             | 3            |
| Francja           | 2            |
| Kanada            | 2            |
| Chiny             | 1            |
| Ghana             | 1            |
| Holandia          | 1            |
| Korea Południowa  | 1            |
| Peru              | 1            |
| Południowa Afryka | 1            |
| Trynidad i Tobago | 1            |
| Brak danych       | 3            |
| Razem             | 71           |